# (500136) 2012 CO46
(500136) 2012 CO46 es un asteroide que forma parte de los asteroides Amor, descubierto el 15 de febrero de 2012 por el equipo del Pan-STARRS desde el Observatorio de Haleakala, Hawái, Estados Unidos.

## Designación y nombre
Designado provisionalmente como 2012 CO46.

## Características orbitales
2012 CO46 está situado a una distancia media del Sol de 1,319 ua, pudiendo alejarse hasta 1,579 ua y acercarse hasta 1,060 ua. Su excentricidad es 0,196 y la inclinación orbital 3,632 grados. Emplea 553,778 días en completar una órbita alrededor del Sol.
Los próximos acercamientos a la órbita terrestre se producirán el 9 de julio de 2026, el 25 de marzo de 2047 y el 7 de marzo de 2050 entre otros.

## Características físicas
La magnitud absoluta de 2012 CO46 es 22,8.